# Leptogorgia rosea
Leptogorgia rosea is een zachte koraalsoort uit de familie Gorgoniidae. De koraalsoort komt uit het geslacht Leptogorgia. Leptogorgia rosea werd in 1815 voor het eerst wetenschappelijk beschreven door Lamarck. 